# Симфонія № 5 (Колодуб)
Симфонія № 5, «Pro memoria» (Пам'яті жертв страшних лихоліть в Україні) Левка Колодуба написана 1990 року. Складається з трьох частин:«Терор», «Пам'ять», «Катарсис». 

## Ідея і образи
Основною ідеєю твору є вшанування пам'яті невинно замучених людей, душі яких не знаходять спокою, просять про молитву і очищення. Це визначило програмний заголовок кожної із трьох частин трилогії-реквієму, від «Терору» через «Пам'ять», до очищення — «Катарсис», які постають образами-символами великої трагедії страждаючого народу і безжального терору. 
Композитор використовує реальні дзвони, за допомогою яких створює тембральну імітацію звучання дзвіниці, чим створює ефект занурення у давнину нашого народу. Глибокий символічний зміст, що розкриває композитор ілюструючи дзвоніння, на фоні терору і мороку, яскраво контрастують із найсвітлішими відчуттями — соборності та просвітлення. Розглядаючи глибину художніх рішень меморіальної тематики слід зазначити специфічний склад оркестру, зокрема збільшену мідну групу, що символізує у симфонії терор (шість валторн, чотири труби), використання оркестрових дзвонів, челести, арфи, що підпорядкувало тембральне звучання авторському художньому задуму.
В цьому творі, за висловом музикознавця Н. Некрасової, автор, дозволивши собі звернутися до слухача від першо особи, максимально заглибившись у світ власних переживань, думок спогадів, відкрив для себе, у власному стилі нові горизонти.
Для підкреслення домінуючої драматично-трагедійної сфери, Лев Миколайович використав потрійний склад симфонічного оркестру, при цьому збільшена група мідних духових (шість валторн, чотири труби), у дерев'яних духових використано дві флейти пікколо, три кларнета і бас-кларнет, збагачена ударна група інструментів (оркестрові дзвони, дзвіночки, фруста, там-там, маракаси, бубенці), також у оркестрі присутні — арфа, фортепіано та челеста, яка створює у симфонії фантастично-казковий образ.
У симфонії широко застосовуються сонористичні ефекти, зокрема, імітація дзвонів оркестровими кластерами у частині «Пам'ять», відтворення «биття серця» тріолями у дерев'яних духових (ц.17), ефект «холодного вітру» у дерев'яних духових і струнних (ц.6-ц.7). Для відображення трагедійного змісту та семантичних ознак реквієму таких як — плач, жах, зітхання та вічний спокій, використовуються оркестрові кластери, глісандо, флажолети, не темперовану нотацію, метро-ритмічні лейтформули «кроків» (ц.20) та мікрохроматику (ц. 82).
Однією із рис композиторського стилю є орієнтація на експресіоністичну стилістику в драматично загострених фрагментах твору: атональність, хаотичність розвитку музичного матеріалу, різкі дисонанси, динамічні сплески оркестру та контрастні сольні вставки, які сприймаються як конфлікт людини з реальністю.
На фоні поліладовості та атональності, Лев Миколайович творчо переосмислює народнопісенні та церковнослов'янські інтонацій в ліричних «острівцях» симфонії, що символізують плач народу. Двічі гармонічний мінор у «колисковій» флейт (Приклад 1), гармонічний мінор у «плачі» альтової флейти (ц.22), композитор використовує як своєрідну цитату — лаврський розпів, що розвивається в межах мінорного пентахорду (Приклад 4), як символ духовності та єднання.
Л. Колодуб застосував різноманітні поліфонічні прийоми, зокрема традиційні (підголоскова (ц.8); контрастна (ц.45, ц. 99) та імітаційна (ц.23)), що відтворюють український мелос, так і сучасних мікрополіфонічних прийомів (ц.1, ц.36).
Модерна за стилістикою, Симфонія № 5, втілює у собі принцип наскрізного розвитку, головним формоутворюючим фактором у творі є: динаміка; тембр; метро-ритм і специфічні фактурні прийоми. Органічна цілісність твору, досягається своєрідними «смисловими арками» (2ч. «Пам'ять») та сольними вставками, що сприймається як боротьба особистості з «репресивною машиною» терору.